# Schwingungsmembran

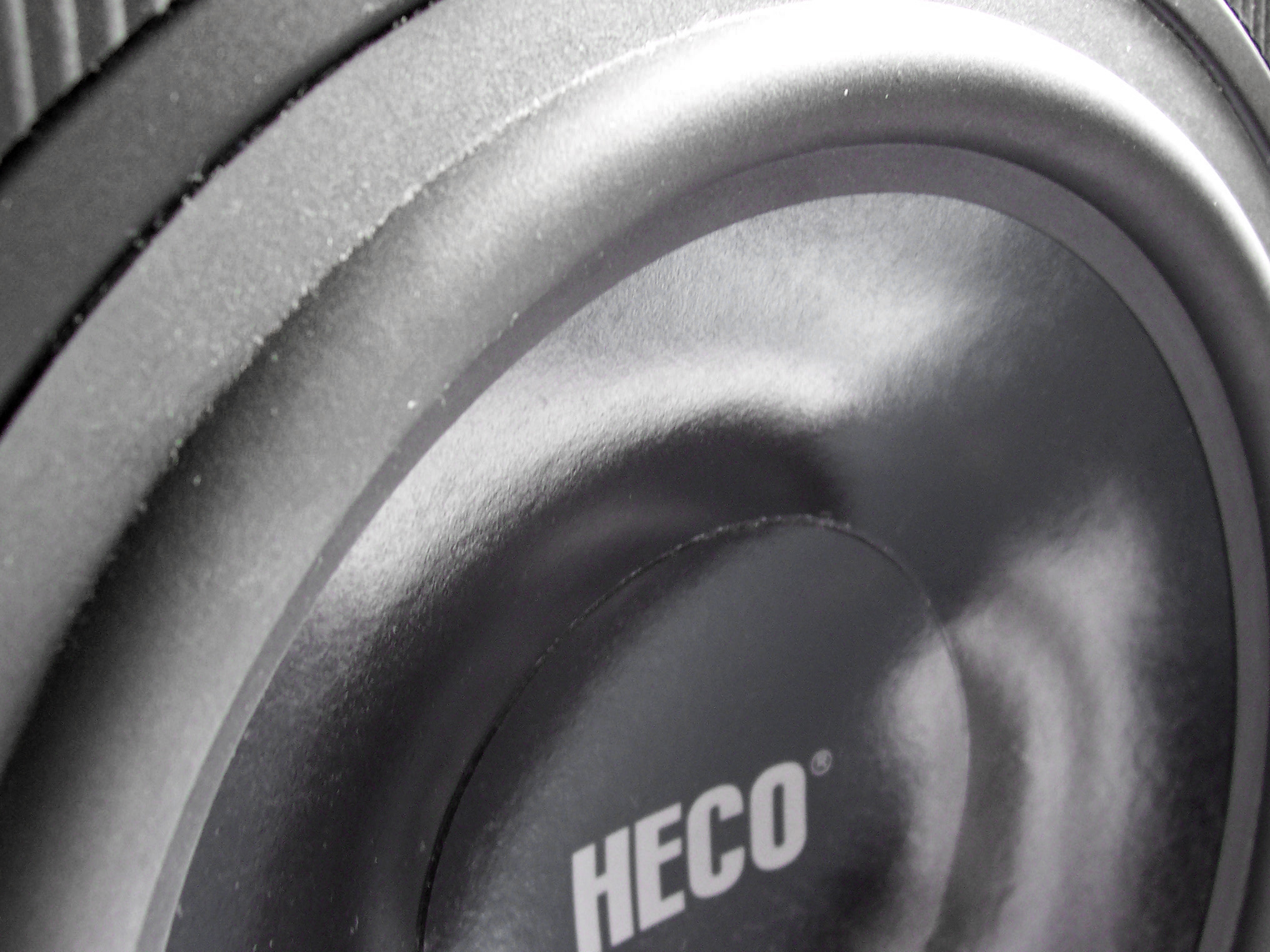
Membran eines elektrodynamischen Lautsprechers

Stehende Welle einer rechteckigen eingespannten Membran

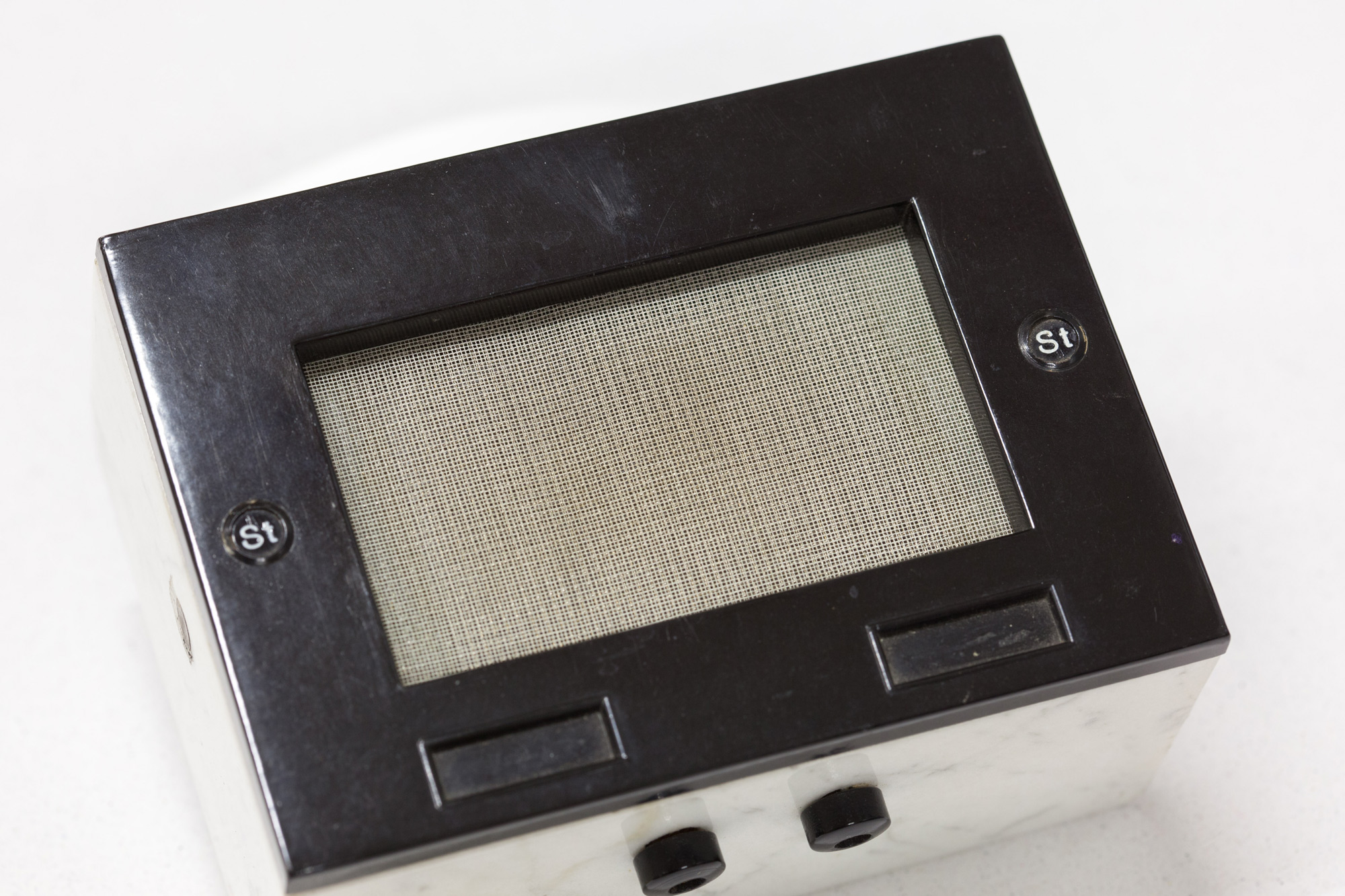
Steinitz Querstrommikrofon (1927)

Eine Schwingungsmembran oder Oszillationsmembran ist eine Membran, die dazu bestimmt ist, Schwingungen auszuführen.
Die Membran kann zur Erzeugung, Verstärkung, Detektierung oder Messung insbesondere von Schall dienen. Die Membran-Eigenschwingungen setzen eine Rückstellkraft voraus, die auch durch eine Randeinspannung gegeben sein kann.
Eigenresonanzen (Partialschwingungen) sind oft unerwünscht und werden daher teilweise gedämpft. Bei den zugehörigen charakteristischen Frequenzen können die Amplituden besonders hohe Werte erreichen und führen zu linearen Verzerrungen des Frequenzganges.

## Bedeutung
Schwingende Membranen spielen unter anderem in der Akustik eine Rolle:
- Schallwandler
  - zur Umwandlung mechanischer Schallenergie in elektrische Energie (Mikrofon)
  - Wandlung elektrischer Energie in Schallenergie (Lautsprecher, Kopfhörer)
- im Ohr (Trommelfell)
- bei vielen Musikinstrumenten, z. B. Membranophon, Trommel, Pauke, Banjo, Becken, im weiteren Sinne auch bei der Zimbel.

## Arten
Die Membran kann in einem starren Rahmen eingespannt sein wie bei einer Trommel oder ihr Rand kann frei schwingen.
Beide Varianten unterscheiden sich in möglichen Moden und Frequenzen.
Die Schwingungsanregung kann auf unterschiedliche Weise erfolgen, etwa
- durch Auftreffen von Luftschall, z. B. beim Trommelfell,
- durch Aufschlagen mit einem Schlägel, etwa bei Membranophonen
- elektrisch, zum Beispiel durch elektrostatische Kraft oder durch elektrodynamischen Antrieb.

Im Bruststück des Stethoskops ist eine Membran eingebaut.

## Mathematische Beschreibung

### Schwingung der ungedämpften Kreis-Membran
Die Schwingung der ungedämpften Kreismembran lässt sich mit der d'Alembert'schen Schwingungsgleichung in Polarkoordinaten beschreiben. Dabei gilt, dass die Membran beim Radius {\displaystyle a} eingespannt und somit die Auslenkung {\displaystyle u} gleich null ist. Im Sinne der Theorie der partiellen Differentialgleichungen entspricht dies der homogenen Dirichlet-Randbedingung. Damit lässt sich diese Problemstellung wie folgt beschreiben:
{\displaystyle {\frac {\partial ^{2}u}{\partial r^{2}}}+{\frac {1}{r}}{\frac {\partial u}{\partial r}}+{\frac {1}{r^{2}}}{\frac {\partial ^{2}u}{\partial \varphi ^{2}}}-{\frac {1}{c^{2}}}{\frac {\partial ^{2}u}{\partial t^{2}}}=0\quad {\text{mit}}\quad u(a,\varphi ,t)=0\quad {\text{und}}\quad u(r,0,t)=u(r,2\pi ,t)}
Die Herangehensweise an ein solches Problem ist in der Regel ein Separationsansatz, welcher besagt, dass sich die gesuchte Funktion {\displaystyle u(r,\varphi ,t)} aus separaten Funktionen {\displaystyle f(r),g(\varphi ),h(t)} zusammensetzt. Da die Membran am Rand eingespannt ist, sind in erster Linie nur bestimmte Schwingungsformen möglich, die Eigenschwingungen (auch Moden genannt). Durch Superposition dieser Eigenschwingungen lassen sich jedoch auch andere Schwingungsformen darstellen.
Die Lösung setzt sich im Falle von Zylinder- bzw. Kreis-Geometrien zusammen, einerseits aus komplexen Exponentialfunktionen (bzw. trigonometrischen Funktionen) und andererseits aus den Zylinderfunktionen (auch Bessel-Funktionen genannt). Im Folgenden ist eine mögliche Darstellung der Lösung abgebildet:
{\displaystyle u(r,\varphi ,t)=\sum _{\nu =-\infty }^{\infty }\sum _{n=0}^{\infty }\left({\underline {A}}_{\nu ,n}\cdot J_{\nu }(k_{n}\cdot r)\cdot \operatorname {e} ^{\operatorname {j} (\omega _{n}t-\nu \varphi )}\right)\quad {\text{mit}}\quad k_{n}={\frac {\omega _{n}}{c}}\quad {\text{und}}\quad J_{\nu }\left({\frac {\omega _{n}}{c}}\cdot a\right)\,{\stackrel {!}{=}}\;0}
Hierbei ist das Nullstellenproblem die Bedingung dafür, dass eine Schwingungsform mit der Kreisfrequenz {\displaystyle \omega _{n}} eine mögliche Lösung ist. Gesucht sind also die Nullstellen der verwendeten Besselfunktion.

### Schwingung der ungedämpften Rechteck-Membran

Zweidimensionale stehende Welle in einem rechteckigen Rahmen bei größtmöglicher Wellenlänge

Bei der Beschreibung einer ungedämpften Rechteck-Membran verwendet man die d'Alembert'schen Schwingungsgleichung in kartesischen Koordinaten. Als Randbedingung gilt auch hier die homogene Dirichlet-Randbedingung. Somit sieht die Differentialgleichung wie folgt aus:
{\displaystyle {\frac {\partial ^{2}u}{\partial x^{2}}}+{\frac {\partial ^{2}u}{\partial y^{2}}}-{\frac {1}{c^{2}}}{\frac {\partial ^{2}u}{\partial t^{2}}}=0\quad {\text{mit}}\quad u(a,y,t)=u(x,b,t)=u(0,y,t)=u(x,0,t)=0}
In diesem Fall besteht die Lösung ausschließlich aus Trigonometrischen Funktionen, welche wie folgt als Reihe darstellbar ist:
{\displaystyle u(x,y,t)=\sum _{n=0}^{\infty }\sum _{m=0}^{\infty }\left(A_{n,m}\cdot \sin \left(k_{n}x\right)\cdot \sin(k_{m}y)\cdot \cos(\omega _{nm}t-\phi )\right)\quad {\text{mit}}\quad k_{n}={\frac {\pi n}{a}}\quad k_{m}={\frac {\pi m}{b}}\quad \omega _{nm}=c\cdot {\sqrt {k_{n}^{2}+k_{m}^{2}}}}
Die Teil-Funktionen für unterschiedliche {\displaystyle n}, {\displaystyle m} bezeichnet man als Moden bzw. Eigenschwingungen. Durch Festlegung der jeweiligen Amplitudenwerte {\displaystyle A_{n,m}} können alle möglichen Schwingungsformen dargestellt werden, welche z. B. nicht sinusförmig sind.